# Encalypta flowersiana
Encalypta flowersiana là một loài rêu trong họ Encalyptaceae. Loài này được D.G. Horton mô tả khoa học đầu tiên năm 1979.